# Stubensee
Der hintere und vordere Stubensee liegen im hintersten Teil des Pflerscher Tales, eines Seitentals des Wipptals. Der vordere Stubensee befindet sich auf 2399 m Höhe, der hintere auf 2649 m Höhe. Ähnlich wie beim Grünsee erfolgt der Zugang von der Ochsenalm und dann über den Wanderweg Nr. 6 vier Kilometer in nördliche Richtung bis zum See. Am vorderen See liegt die Magdeburger Hütte (ital. Rifugio Città di Cremona alla Stua), eine Schutzhütte des CAI.
Beide Seen glänzen mit hervorragender Wasserqualität (Stufe I). Wie bei Bergseen typisch, bleibt das Wasser auch an heißen Sommertagen kühl bei max. 12 °C. Während der hintere See ausschließlich durch Regen und Schneeschmelze mit frischem Wasser versorgt wird, wird der vordere durch den Hochalmbach (Güteklasse I / reißend) gespeist und entwässert. Der Bach hat eine Länge von ca. 1,65 Kilometern und gehört zu den Quellflüssen des Fernerbaches. Er fließt mit diesem bei der Ochsenalm zusammen. Beide Seen geben zudem Fischen wie Forellen und Karpfen geschützte, unberührte Lebensräume. 